# Індійська колія

Індійська ширина колії (1676 мм) — стандарт ширини колії, що широко використовується в Індії, Пакистані, Шрі-Ланці, Аргентині і Чилі. Вперше цей стандарт почав використовуватися в Канаді і США, а потім поширився по інших британських колоніях, через що отримав назву «провінційної колії».
Зокрема дороги такого стандарту існували в канадських провінціях Квебек і Онтаріо та штатах США Коннектикут, Мен, Массачусетс, Нью-Гемпшир і Вермонт, але вони були замінені на стандартну ширину в 1873 році. В Луїзіані й Техасі також до 1872—1876 років існували дороги з такою колією.
Зараз в індії проводиться Проект Unigauge переведення на індійську ширину колії залізниць країни з більш вузькою колією.